# Аркумеђа
Аркумеђа (итал. Arcumeggia) је насеље у Италији у округу Варезе, региону Ломбардија.
Према процени из 2011. у насељу је живело 67 становника. Насеље се налази на надморској висини од 573 м.

-->